# Parlementaire enquête naar de Woningcorporaties
De Parlementaire enquêtecommissie Woningcorporaties was een enquêtecommissie ingesteld op 16 april 2013 die onderzoek heeft gedaan naar de opzet en het functioneren van het stelsel van woningcorporaties om daarmee een bijdrage te kunnen leveren aan de ontwikkeling van toekomstig beleid. De onderzoeksperiode liep vanaf de verdere verzelfstandiging van de woningcorporaties begin jaren 90 tot nu. Voorzitter van de commissie was Roland van Vliet, ondervoorzitter Ed Groot. De enquêtecommissie heeft op 30 oktober 2014 haar eindrapport aangeboden aan de Voorzitter van de Tweede Kamer. De commissie was in haar rapport zeer kritisch over de rol van de corporatiebestuurders, over het falen van het toezicht en over de rol van de politiek.

## Instelling van de enquête
De Tweede Kamer besloot op voorstel van Bas Jan van Bochove op 20 maart 2012 unaniem een parlementaire enquête in te stellen naar het stelsel van de volkshuisvesting, het beheer, het interne en externe toezicht, en de positie van de huurders bij woningcorporaties. Volgens de motie waren de belangen van zowel huurders bij deze sociale verhuurders als het algemene belang van een integere en stabiele volkshuisvesting in het geding. Er werd in de motie gewezen op de noodzaak om betrokken partijen onder ede te verhoren en dat daarom een enquête moet worden ingesteld. Ook de rol van externe partijen zoals banken, toezichthouders en gemeenten wenste de Tweede Kamer in de enquête te betrekken. Vooral dit toezicht ligt onder vuur. Volgens de motie is 'laakbaar gedrag door het interne en externe toezicht onvoldoende en te laat onderkend'.
Aanleiding voor de motie was aanhoudende negatieve publiciteit over woningcorporaties, zoals de financiële problemen bij Vestia. Vervolgens verzocht het Presidium de vaste commissie voor Binnenlandse Zaken de motie uit te werken. De vaste commissie besloot in oktober 2012 om de opdracht aan een speciaal daartoe ingestelde tijdelijke commissie Woningcorporaties (TCW) te geven. Die commissie werd op 5 december 2012 ingesteld. Deze adviseerde over de in te stellen enquête en stelde een plan van aanpak op. Op basis hiervan besloot de Tweede Kamer op 16 april 2013 een parlementaire enquêtecommissie in te stellen naar de opzet en het functioneren van woningcorporaties. Het onderzoek richt zich op het stelsel van woningcorporaties, het beheer ervan en het toezicht erop.
Het voorzitterschap van de parlementaire enquêtecommissie kreeg Roland van Vliet, toen nog als lid van de PVV. Hoewel hij op 21 maart 2014 weg ging bij die partij bleef hij aan als Kamerlid, en zit sindsdien als eenmansfractie in de Kamer, omdat hij zijn voorzitterschap van de enquêtecommissie niet wilde opgeven. De commissie heeft zich in 2013 vooral bezighouden met voorbereidend onderzoek. De commissie richtte zich hierbij op de periode vanaf begin jaren negentig tot het heden. In juni en juli 2014 vonden de openbare verhoren plaats.

## Voorgeschiedenis

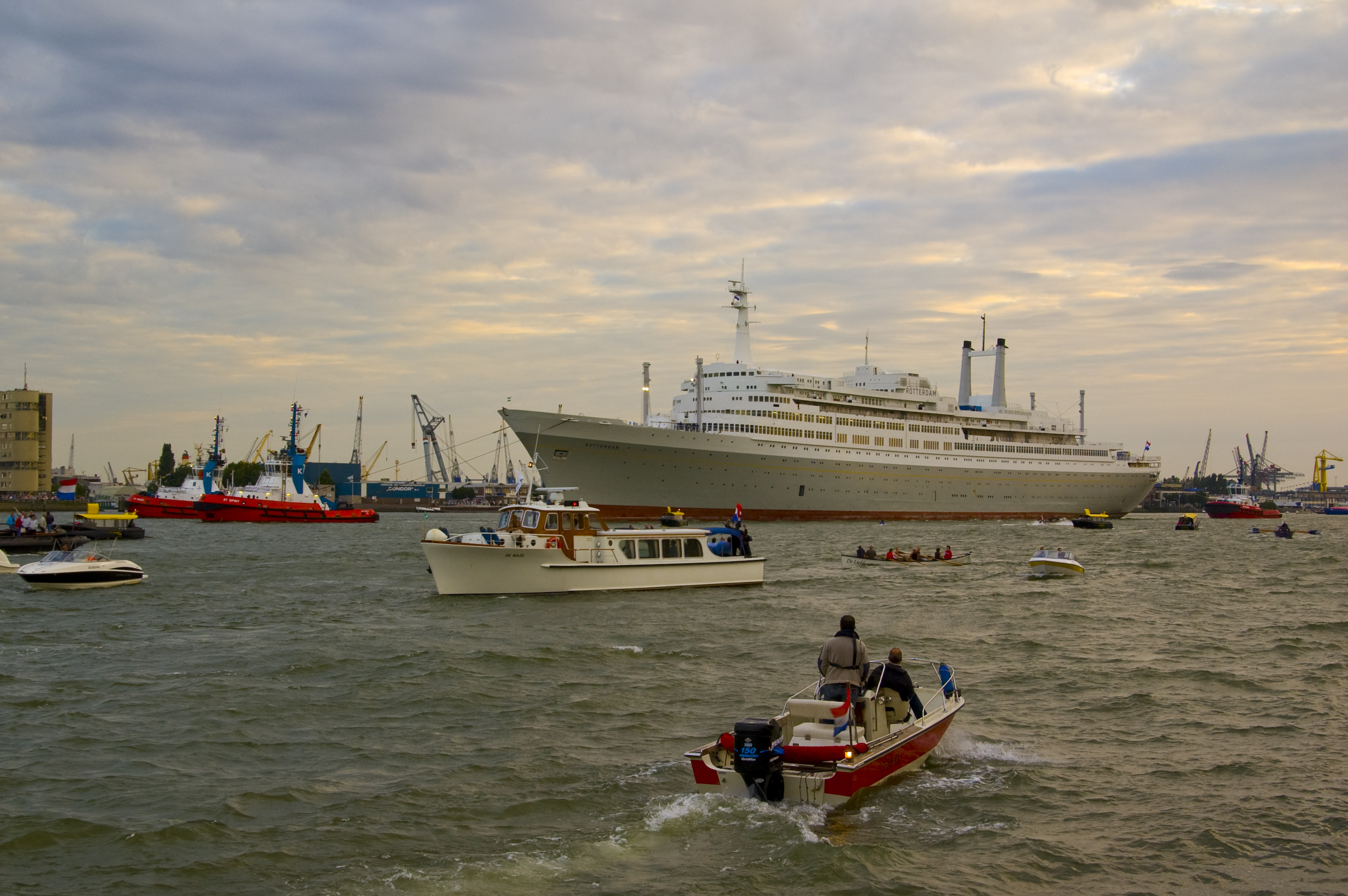
Het SS Rotterdam kwam op 4 augustus 2008 in Rotterdam aan na haar laatste reis

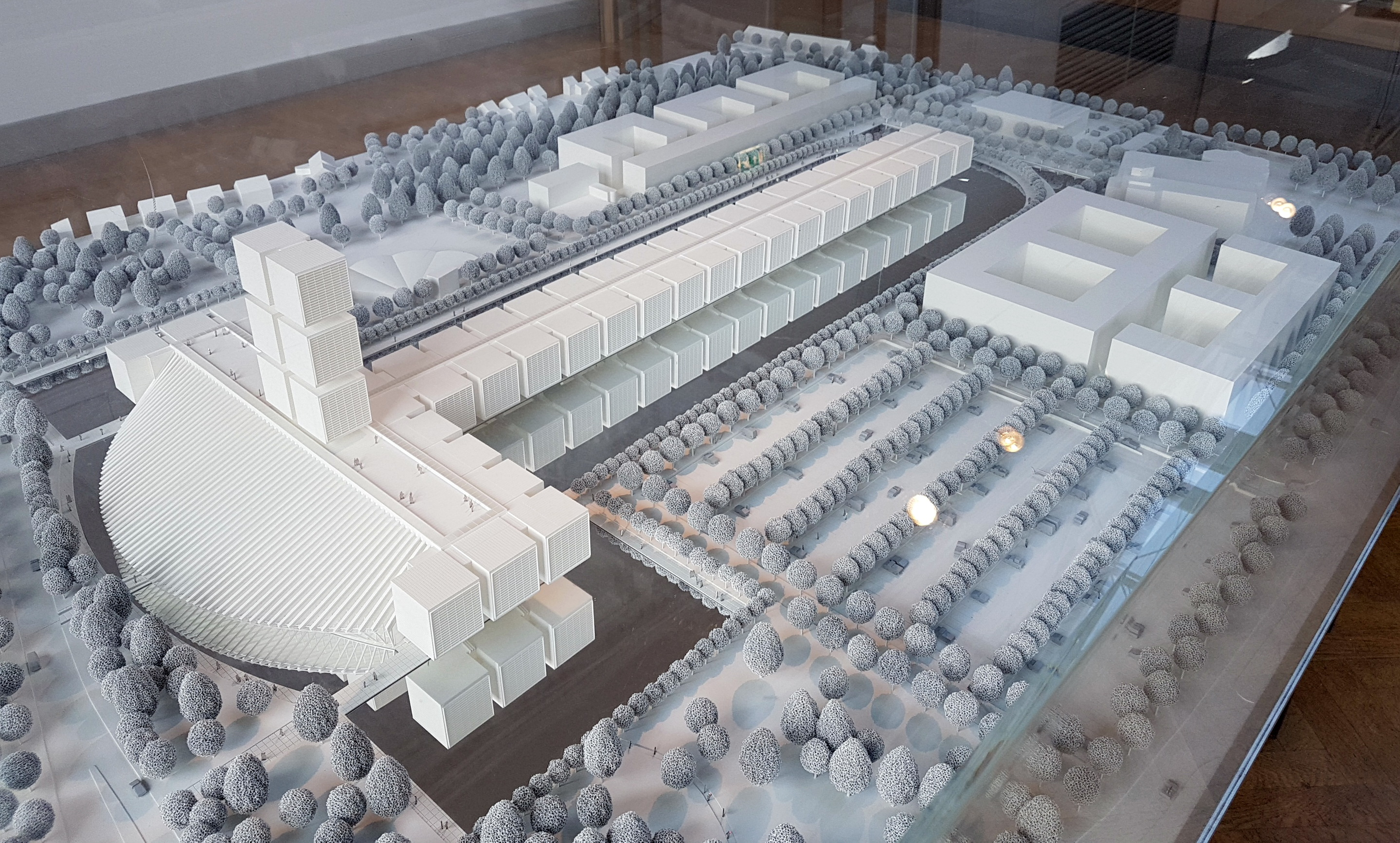
De Calatrava-campus in Maastricht, waarvan slechts de fundering gereed kwam

Begin jaren negentig zijn woningcorporaties verder verzelfstandigd omdat de rijksoverheid de overheidssubsidiëring voor de volkshuisvesting wilde beëindigen, zodat de miljardenleningen van woningcorporaties niet langer zouden meetellen voor de staatsschuld. Nadat het rijk amper meer een financieel belang had bij de sector, was het overheidstoezicht op de sector tegelijk sterk afgebouwd. Hoewel de sector in juridische zin vrijwel volledig was verzelfstandigd, bleek in de decennia daarna uit allerlei Kamervragen en media-aandacht dat in brede kring werd verondersteld dat de rijksoverheid nog een stevige grip had op de woningcorporaties.
In januari 2012 kwam naar buiten dat er ernstige financiële problemen waren bij de grootste woningcorporatie, Vestia. De corporatie was in de problemen gekomen door een megafraude rond een grote portefeuille derivaten en kampte tijdens de Vestia-affaire met een miljardentekort. Ook andere woningcorporaties, zoals Woonbron (met het SS Rotterdam), Servatius (met de Calatrava-campus in Maastricht), Rochdale, De Kleine Meierij en SGBB, haalden het nieuws door financiële problemen. Hierop nam in 2012 het CDA het initiatief om een onderzoek aan te vragen naar het stelsel van woningcorporaties. Die partij vermoedde dat gebrekkig toezicht een belangrijke oorzaak van de problemen zou zijn.

## Onderzoeksvragen
Het doel van het onderzoek is inzicht verschaffen in de opzet en de werking van het stelsel van woningcorporaties. Om deze vraag te beantwoorden heeft de commissie een aantal onderzoeksvragen geformuleerd:
- Hoe is het stelsel van woningcorporaties samengesteld? Uit welke actoren bestaat het stelsel en hoe heeft het stelsel zich sinds begin jaren 90 ontwikkeld?
- Wat zijn de taken, verantwoordelijkheden, bevoegdheden, rollen en prestaties van de woningcorporaties en hoe is daar invulling aan gegeven?
- Hoe heeft het bestuur en toezicht van woningcorporaties zich ontwikkeld en wat is de invloed hiervan op het functioneren van het stelsel?
- Hoe heeft de financiële situatie en het risicoprofiel van woningcorporaties zich ontwikkeld en wat is de invloed hiervan op het functioneren van het stelsel?
- Wat is de invloed van de politieke besluitvorming en beleidsvorming op lokaal, nationaal, en Europees niveau op het functioneren van het stelsel?

Naast deze overkoepelende onderzoeksvragen, zijn er ook onderzoeksvragen naar specifieke woningcorporaties. Dit zijn de zogenaamde casusonderzoeken naar woningcorporaties:
- Hoe zijn de problemen bij Vestia ontstaan en aangepakt en hoe hebben betrokken actoren daarbij gehandeld? Is dit een incident of een symptoom van meer structurele tekortkomingen in het stelsel?
- Wat is de taakopvatting en taakinvulling van de door de enquêtecommissie onderzochte corporaties? Hoe functioneert het toezicht en bestuur bij deze casussen? Zijn geconstateerde problemen incidenten of een symptoom van meer structurele tekortkomingen in het stelsel?

## Gerelateerde onderzoeken

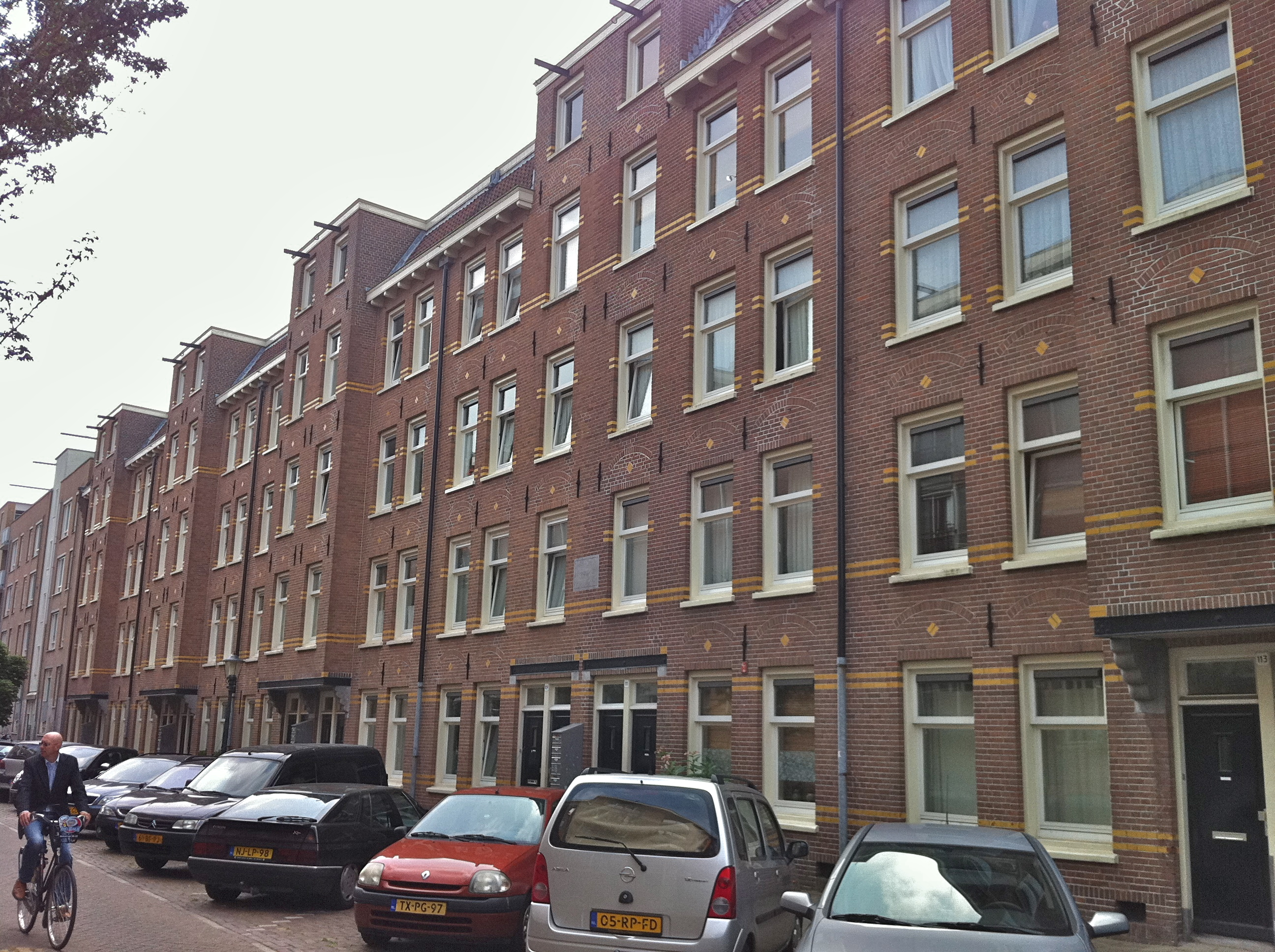
Eerste woningwetwoningen in Amsterdam, gebouwd door Rochdale

In de aanloop naar de openbare verhoren door de parlementaire enquêtecommissie Woningcorporaties zijn diverse publicaties uitgebracht door partijen die vaak zelf direct betrokken zijn bij het stelsel van woningcorporaties. Een selectie is hierna opgenomen.

### Centraal Fonds voor de Volkshuisvesting
Het Centraal Fonds voor de Volkshuisvesting (CFV) heeft een onderzoek gedaan naar het gebruik van derivaten door woningcorporaties. Het rapport Renterisico’s beheerst of financiële risico’s vergroot? Derivaten bij woningcorporaties is op 11 juni 2012 door minister Spies van Binnenlandse Zaken aangeboden aan de Kamer. Het onderzoek was gebaseerd op een enquête onder 162 corporaties die gebruikmaken van derivaten hanteren. Uit het onderzoek bleek het gebruik van derivaten in de afgelopen jaren sterk te zijn gegroeid. Exclusief Vestia was de totale derivatenportefeuille op 31 december 2010 € 15,0 miljard en op 31 december 2011 € 17,9 miljard. Een stijging van bijna 20%. Naast een analyse van de situatie staan in het rapport een groot aantal aanbevelingen voor zowel corporaties als voor aanscherping van de regelgeving.

### Autoriteit Financiële Markten
De Autoriteit Financiële Markten (AFM) heeft op 11 december 2012 een rapport uitgebracht naar aanleiding van haar onderzoek naar de jaarrekeningcontrole van woningcorporaties door de vier grootste accountantsorganisaties. Deze 'Big Four' (KPMG, Deloitte, PricewaterhouseCoopers en Ernst & Young) controleren meer dan 90 procent van de corporaties, gemeten naar aantallen woningen die de corporaties verhuren. De jaarrekeningcontroles van woningcorporaties zijn sinds december 2009 met terugwerkende kracht tot 1 juli 2009 aangewezen als wettelijke controles. De belangrijkste conclusies waren, dat twee van die kantoren met ingang van hun controle over boekjaar 2010 maatregelen hebben genomen om de kwaliteit van de controles te verbeteren en te bewaken. Van de andere twee heeft er één extra maatregelen genomen, maar pas nadat er sprake was van maatschappelijke onrust over Vestia en het gebruik van derivaten door woningcorporaties.

### Commissie Kaderstelling en Toezicht Woningcorporaties
De Commissie Kaderstelling en Toezicht Woningcorporaties - beter bekend als de 'commissie Hoekstra' - heeft op verzoek van de toenmalige minister van Binnenlandse Zaken en Koninkrijksrelaties (BZK) onderzoek gedaan naar de risico's van het maatschappelijke ondernemerschap van de woningcorporaties, waarbij ook specifiek is gekeken naar de Vestia-casus. Op 17 december 2012 heeft de commissie haar eindrapport uitgebracht. De commissie is van mening, dat het toezicht op woningcorporaties faalt. Zowel het Centraal Fonds voor de Volkshuisvesting, als het Waarborgfonds Sociale Woningbouw en het ministerie voor Wonen zouden tekortschieten. De commissie stelt dat het wetsvoorstel tot wijziging van de Woningwet, zoals dat toen bij de Eerste Kamer lag, al bijdraagt aan de verbetering van het toezicht op woningcorporaties, maar doet ook voorstellen tot verdere maatregelen om het in- en externe toezicht te verbeteren.

### Aedes
Aedes, de landelijke branchevereniging van woningcorporaties in Nederland, heeft ter voorbereiding op de enquête de recente geschiedenis van de corporatiesector laten analyseren. Uit het rapport 'De Balans Verstoord' van februari 2013 komt als belangrijkste conclusie, dat het huidige systeem van zelfstandige woningcorporaties mislukt zou zijn. Het rapport bevat ook een opsomming van het twintigtal incidenten dat sinds de jaren negentig bekend is geworden ten gevolge van mismanagement van projecten, financieel mismanagement en fraude en zelfverrijking.
In maart 2014 publiceerde Aedes ook de notitie De balans hersteld: verbeteren van de legitimering van woningcorporaties, waarin het Aedes-bestuur een analyse maakt van het legitimeringsvraagstuk van woningcorporaties en voorstellen doet voor de versterking van die legitimering. 

#### NSOB
De 'denktank' van de Nederlandse School voor Openbaar Bestuur (NSOB) publiceerde in november 2013 als 'working paper' het rapport Woningcorporaties heroverwogen: prangende vragen voor een onmisbare én onmogelijke sector. De auteurs stellen, dat de woningcorporaties altijd al te maken hebben gehad met de situatie, dat zij zowel onmisbaar als onmogelijk zijn. De daardoor benodigde (continue) heruitvinding van de corporatiesector is niet alleen een opgave voor de corporaties zelf, maar ook een opdracht voor de overheid.

### Algemene Rekenkamer
Op 3 juni 2014 heeft de Algemene Rekenkamer haar rapport Toezicht op presteren van woningcorporaties aangeboden aan de Tweede Kamer. Het rapport is de neerslag van een onderzoek naar het functioneren sinds 1996 van het ‘volkshuisvestelijk toezicht’, dat wil zeggen het toezicht door de minister voor Wonen en Rijksdienst op de mate waarin woningcorporaties erin slagen hun publieke kerntaak – het bouwen, beheren en verhuren van voldoende betaalbare woningen – effectief, doelmatig, rechtmatig en integer uit te voeren. De Rekenkamer concludeert dat het ministeriële toezicht de afgelopen twintig jaar afwachtend en onvolledig is geweest, doordat de verantwoordelijke bewindspersonen te veel vertrouwden op zelfregulering en op het interne toezicht door de raden van commissarissen van de corporaties. Ook de woningcorporaties schoten tekort door hun  (commerciële) nevenactiviteiten, die overigens voor de sector als geheel over de periode 2007-2012 verliesgevend waren, niet altijd vooraf te melden.  Het rapport is bedoeld ter ondersteuning van de enquêtecommissie.

## Samenloop met herziening Woningwet
Minister Stef Blok van Wonen en Rijksdienst is al vergevorderd met een herziening van de Woningwet, waarvan de inwerkingtreding is voorzien op 1 januari 2015. Op 20 juni 2014 stuurde hij een wetsvoorstel (novelle) aan de Tweede Kamer, waarin hij aanpassingen voorstelt ten aanzien van:
- concentratie op kerntaken en de financiering van activiteiten;
- versterking van de positie van gemeenten richting toegelaten instellingen en ten aanzien van de regionale schaal;
- de vormgeving van het toezicht op toegelaten instellingen.[25]

Dit riep de vraag op hoe Blok rekening wil houden met de uitkomsten van de enquête naar de woningcorporaties, die pas in oktober 2014 bekend zullen zijn, en waarna parlementaire behandeling nog moet volgen. Nadat oppositiepartijen in de Tweede Kamer (D66, ChristenUnie en SGP) hadden aangegeven de nieuwe Woningwet van Blok niet te willen behandelen voordat de parlementaire onderzoekscommissie Woningcorporaties haar conclusies heeft gepresenteerd verklaarde Blok ‘Ik heb er geen bezwaar tegen om de lessen van de parlementaire enquête woningcorporaties mee te nemen in de nieuwe wet. Ik ben ook echt geïnteresseerd in die lessen. Maar ik zou het wel jammer vinden als het wetstraject daardoor heel erg vertraagt.’ Ook de enquêtecommissie heeft inmiddels voorgesteld voor om de behandeling van het enquêterapport te laten plaatsvinden voordat de Kamer de behandeling van het wetsvoorstel Herzieningswet toegelaten instellingen volkshuisvesting voortzet.

## Het onderzoek
Het onderzoek richtte zich op de periode van de verdere privatisering van woningcorporaties begin jaren negentig tot het moment dat de Kamer besloot tot het instellen van de enquête, dat wil zeggen dat het eindpunt van de te onderzoeken periode lag in maart 2012. Ontwikkelingen daarna werden wel in ogenschouw genomen, maar waren geen onderdeel van het onderzoek.
Het onderzoek bestond uit de volgende vijf fasen:
1. Uitvoering deelonderzoeken
2. Besloten voorgesprekken
3. Openbare verhoren
4. Opstellen eindrapport
5. Behandeling eindrapport Tweede Kamer

## Samenstelling enquêtecommissie

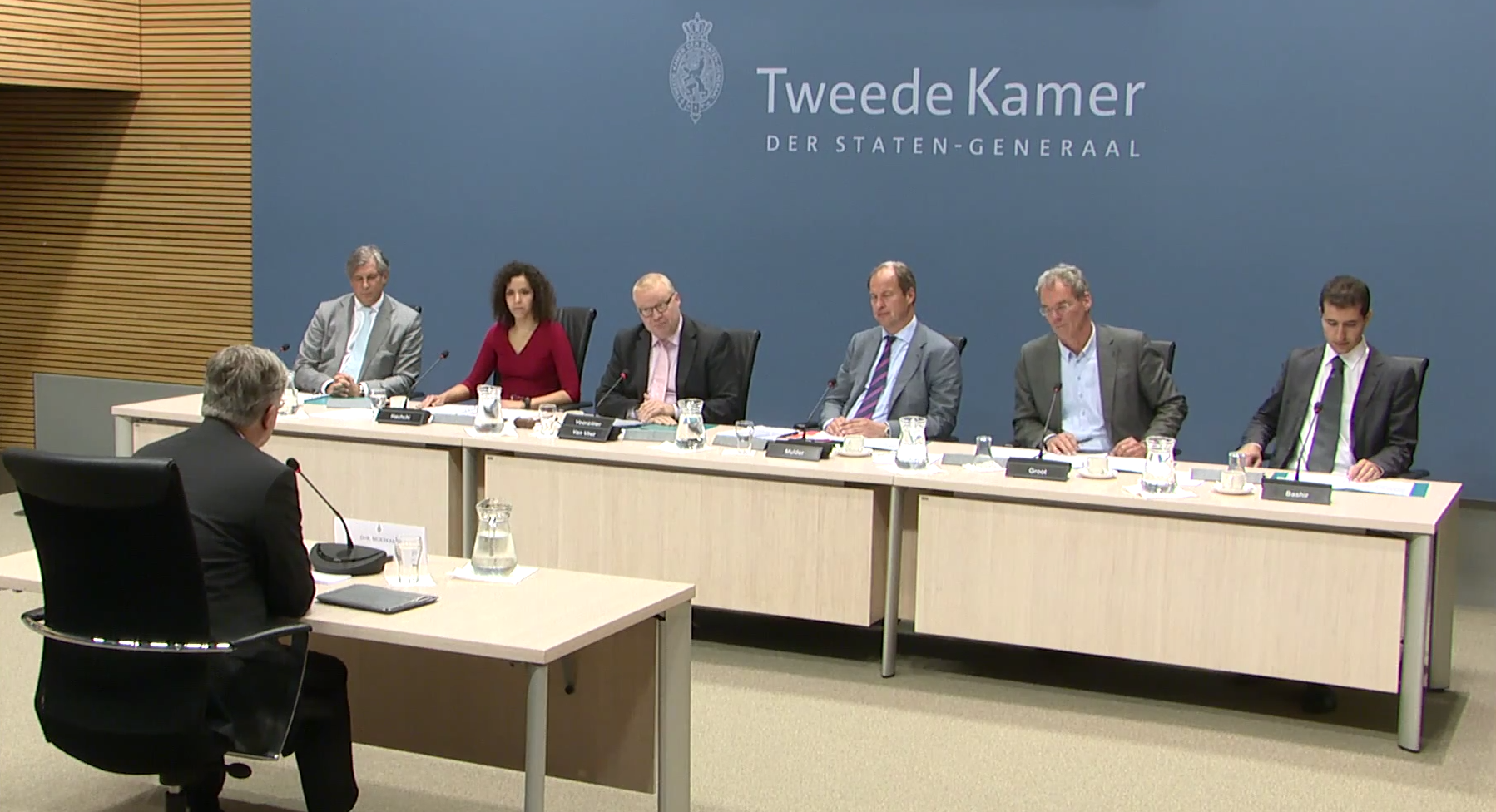
De enquêtecommissie tijdens het openbaar verhoor van Arnold Moerkamp op 4 juni 2014.

#### Voorzitter
- Roland van Vliet (lid-Van Vliet)

#### Leden
- Anne Mulder (VVD)
- Ed Groot (PvdA), ondervoorzitter
- Farshad Bashir (SP)
- Peter Oskam (CDA)
- Wassila Hachchi (D66)

#### Griffier
- M. Esmeijer

## Door de enquêtecommissie verhoorde personen
Op 4 juni 2014 begon de commissie met de openbare verhoren van de volgende personen:

#### Week één (4-6 juni 2014)[30]
1. J. (Jan) van der Schaar, geassocieerd partner bij RIGO Research en Advies. Gastonderzoeker bij het OTB (Onderzoek voor de gebouwde omgeving, onderdeel TU Delft). Oud-lid commissie Hoekstra.
2. A. (Arnoud) Vlak, Executive Director bij MSCI-IPD.
3. A. (Arnold) Moerkamp, oud-directeur Strategie en Financiën bij het voormalig ministerie van VROM.
4. D. (Dick) Tommel, oud-staatssecretaris Volkshuisvesting.
5. M. (Martien) Kromwijk, oud-bestuursvoorzitter bij Woonbron.
6. A. (André) Thomsen , oud-lid Raad van Commissarissen bij Woonbron.
7. H. (Hans) Zwarts, voormalig extern toezichthouder bij Woonbron.
8. H. (Hubert) Möllenkamp, voormalig bestuursvoorzitter bij Rochdale.
9. J. (John) van Nimwegen, voormalig directeur-bestuurder bij Rochdale.
10. A. (Ans) Hoenderdos, oud-lid Raad van Commissarissen bij Rochdale.

#### Week twee (11-13 juni 2014)[31]

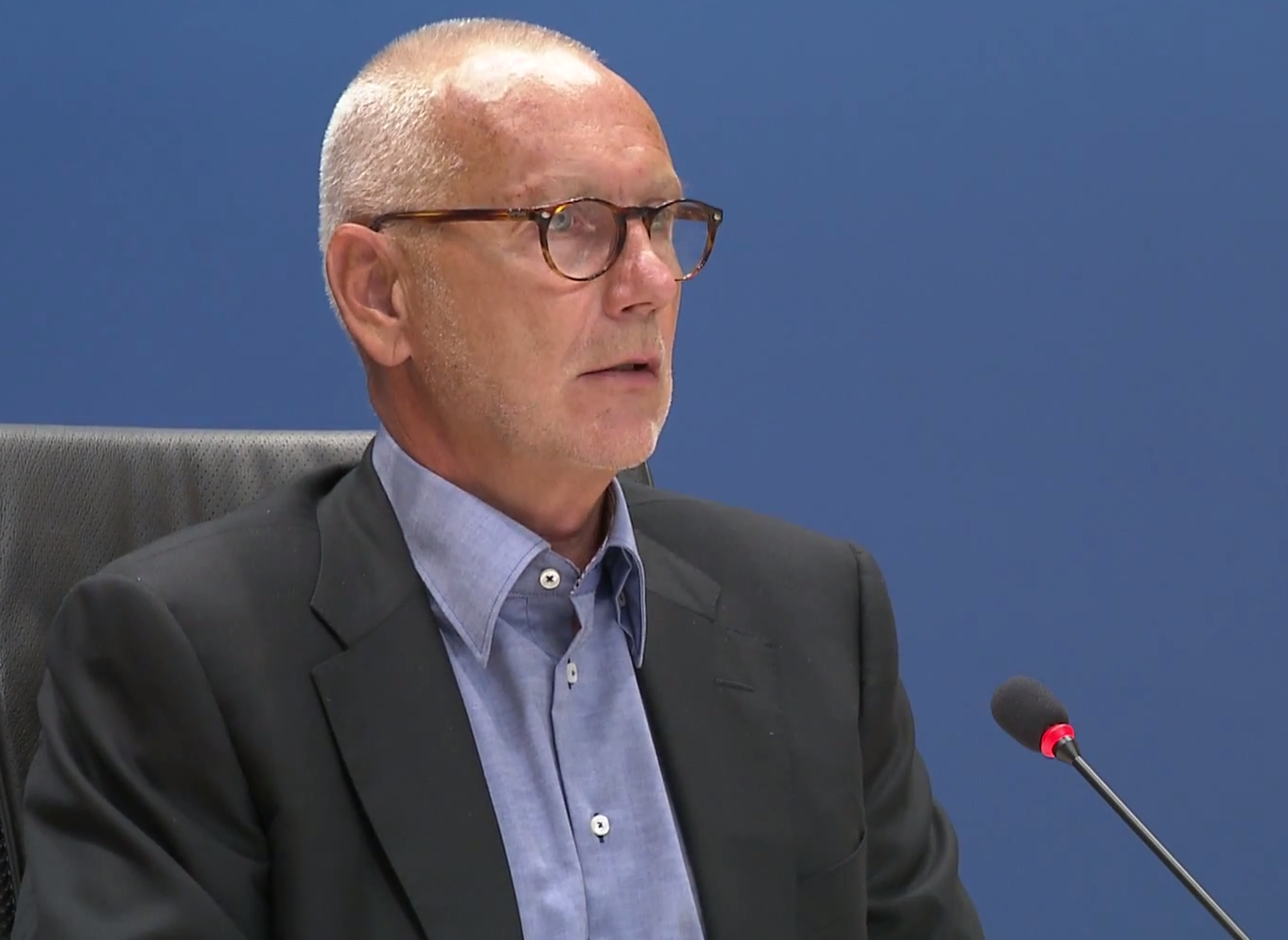
E. (Erik) Staal tijdens zijn verhoor op 12 juni 2014

1. R. (Rinie) Teuben, voormalig directeur-bestuurder bij Rentree.
2. E. (Eric) Kemperman, oud-lid van de Raad van Commissarissen bij Rentree.
3. J. (Jeroen) Lugte, oud-lid en oud-voorzitter van de Raad van Commissarissen bij Vestia.
4. G. (Gerard) Erents, voormalig interim-bestuursvoorzitter bij Woningstichting Rochdale, Voormalig interim-bestuurder bij Vestia. Voormalig directeur-bestuurder WSW.
5. E. (Erik) Staal, voormalig directeur-bestuurder bij Vestia.
6. S. (Siwart) Kolthek, oud-voorzitter van de Raad van Commissarissen bij Vestia.
7. P. (Peter) Noordanus, oud-voorzitter van de Raad van Commissarissen bij Vestia.
8. C. (Kees) Wevers, oud-directeur Financiën en Control bij Vestia.
9. P. (Piet) Klop, voormalig accountant van Vestia bij Deloitte.

#### Week drie (16-19 juni 2014)[32]
1. A. (Arjan) Greeven, eigenaar Greeven Invest, partner van FIFA Finance
2. M. (Marcel) de Vries, voormalig Treasury & Controlmanager bij Vestia
3. J. (Jako) Groeneveld, oud-bankier bij Fortis, eigenaar FMS Finance
4. X. (Xavier) Werner en P. (Patrick) van der Wansem, partners bij Capitad
5. M. (Martijn) Rink, oud-manager Investor Relations bij het Waarborgfonds Sociale Woningbouw (WSW)
6. J. (Jacques) Sevat, global Head Collateral Management bij ING Bank
7. P. (Paul) van der Zouw, riskmanager bij ABN AMRO
8. P. (Peter) Span, voormalig directeur-bestuurder bij Woningstichting Geertruidenberg (WSG)
9. P. (Peter) Ruigrok, voormalig interim-bestuurder bij Woningstichting Geertruidenberg (WSG)
10. R. (Roland) van der Post, voormalig algemeen directeur bij het Waarborgfonds Sociale Woningbouw (WSW)
11. M. (Marcel) van Dam, oud-voorzitter Raad van Commissarissen bij het Waarborgfonds Sociale Woningbouw (WSW)
12. A. (Arnoud) Boot, oud-lid Raad van Commissarissen bij het Waarborgfonds Sociale Woningbouw (WSW), hoogleraar ondernemingsfinanciering en financiële markten
13. G. (Gerben) Everts, bestuurslid Autoriteit Financiële Markten (AFM)

#### Week vier (23-26 juni 2014)[33]

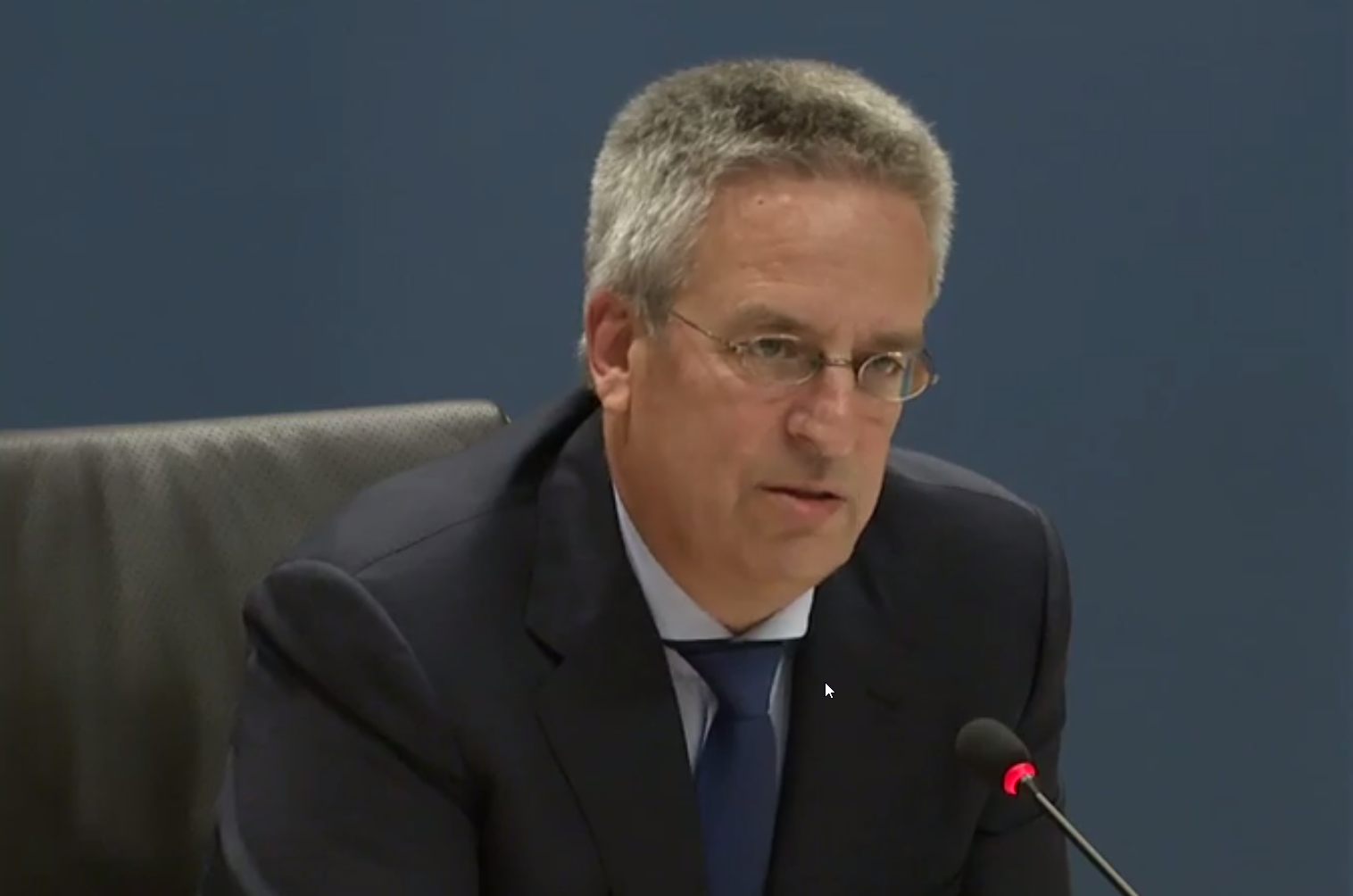
Marc Calon tijdens zijn verhoor op 23 juni 2014

1. L. (Leks) Verzijlbergh, voormalig algemeen directeur bij Servatius
2. W. (Willem) van Leeuwen, oud-voorzitter van Aedes
3. M. (Marc) Calon, voorzitter van Aedes
4. A. (Annet) Bertram, voormalig (plv.) directeur-generaal Wonen bij het ministerie van VROM
5. V. (Victor) Schaap, strategisch adviseur en plv. directeur Woningmarkt bij het ministerie van BZK
6. J. (Jan) van der Moolen, oud-directeur van het Centraal Fonds Volkshuisvesting (CFV)
7. M. (Merijn) van Giessen, oud-directeur Woningmarkt bij het ministerie van BZK
8. A. (Ton) Lensen, voormalig extern toezichthouder bij Rentree. (Interim) voorzitter Raad van Commissarissen Woningstichting Geertruidenberg (WSG)
9. P. (Paulus) Jansen, voormalig Tweede Kamerlid (SP)
10. P. (Pieter) Hofstra, voormalig Tweede Kamerlid (VVD)
11. S. (Staf) Depla, voormalig Tweede Kamerlid (PvdA)
12. B.J. (Bas Jan) van Bochove, voormalig Tweede Kamerlid (CDA)

#### Week vijf (30 juni - 2 juli 2014)[34]
1. J. (Johan) Remkes, oud-staatssecretaris van VROM (1998-2002)
2. S. (Sybilla) Dekker, oud-minister van VROM (2003-2006)
3. P. (Pieter) Winsemius, oud-minister van VROM (2006-2007)
4. W. (Wouter) Bos, oud-minister van Financiën (2007-2010)
5. C. (Ella) Vogelaar, oud-minister voor WWI (2007-2008)
6. E. (Eberhard) van der Laan, oud-minister voor WWI (2008-2010)

#### Week zes (7 juli - 9 juli 2014)[35]
1. J.P.H. (Piet Hein) Donner, oud-minister van BZK (2010-2011)
2. J. (Liesbeth) Spies, oud-minister van BZK (2011-2012)
3. E. (Erik) Wilders, bestuurder bij het Waarborgfonds Sociale Woningbouw (WSW). Oud-directeur bij het Agentschap van de Generale Thesaurie bij het ministerie van Financiën.
4. D. (Daphne) Braal, directeur van het Centraal Fonds Volkshuisvesting (CFV)
5. R. (Ronald) Paping, directeur van de Woonbond
6. J.M. (Marnix) Norder, oud-wethouder in Den Haag
7. J. (Johan) Conijn, buitengewoon hoogleraar Woningmarkt aan de Universiteit van Amsterdam. Directeur bij Ortec Finance. Oud-directeur van het Centraal Fonds Volkshuisvesting (CFV). Oud-partner bij RIGO Research en Advies.

## Verklaringen van de verhoorde personen
- Op 4 juni 2014 verklaarde Jan van der Schaar, dat de kerntaken van de corporaties duidelijker hadden kunnen worden geformuleerd, en wat ze verder nog mochten doen geheel onduidelijk was: 'De ruimte om breder te gaan is zeer ruim genomen.'[36]
- Op 4 juni 2014 verklaarde Dick Tommel, dat het toezicht op wooncorporaties onvoldoende is ontwikkeld. Doordat commissarissen en ambtenaren niet goed hebben opgelet konden woningcorporaties wanbeleid voeren. De minister is daarvoor verantwoordelijk.[37]
- Op 5 juni verklaarde Martien Kromwijk, dat hij 'spijt' heeft van de aankoop van de ss Rotterdam, waar zijn organisatie bijna 230 miljoen euro op verloor. Hij bood er zijn excuses voor aan.[38]
- Op 6 juni verklaarde Hubert Möllenkamp, dat hij alleen spijt heeft van de Maserati, maar dat hij alle andere projecten zo weer zou hebben gedaan.[39] En ook over zijn Maserati van de zaak: "Ik vond het een mooie auto. (…) Ik weet niet waar de vestigingsdirecteuren in reden, maar ik denk dat dat ook in de prijsklasse van 60-, 70-, 80.000 euro was."[40]
- Op 6 juni verklaarde John van Nimwegen, dat Möllenkamp bijzonder manipulatief zou zijn en heel goed is in dicht naast de waarheid spreken.[39]
- Op 11 juni verklaarde Jeroen Lugte: "We hadden in de raad van commissarissen niemand die iets wist van derivaten."[40]
- Op 12 juni verklaarde Erik Staal: "Ik vind dat alles in het juiste perspectief moet worden geplaatst. Een getal zonder context is aanleiding voor verkeerde conclusies. Dat salaris is mij aangeboden, ik heb er niet om gevraagd."[40]
- Op 16 juni verklaarde Marcel de Vries: "Ik heb er geen spijt van, ik voel me ook niet verantwoordelijk voor die 2 miljard. Dan moet u bij de minister zijn."[40]
- Op 23 juni verklaarde Willem van Leeuwen, dat als de politiek beter naar hem had geluisterd, de parlementaire enquête Woningcorporaties niet had hoeven plaatsvinden.[41]
- Op 23 juni verklaarde Marc Calon, dat hij zich schaamt zich voor alles wat er in zijn sector is misgelopen: Fraude, zelfverrijking, geknoei, megalomaan gedrag. Daardoor is veel geld voor de volkshuisvesting door het putje gegaan. Verschrikkelijk.[42]
- Op 2 juli verklaarde Wouter Bos over Ella Vogelaar: "Er was een opeenstapeling van zaken, in de omgang met Kamerleden, met collega’s, in de omgang met de pers, dat ze niet meer gezagsvol door kon gaan. Ik vond dat ze Kamerleden onnodig schoffeerde en dat ze onvoorwaardelijk achter de corporatie Woonbron en de aankoop van ss Rotterdam ging staan. Dat kwam toen niet over als een verstandig optreden."[40]
- Op 2 juli verklaarde Ella Vogelaar over Wouter Bos: "Hij vond me een lastige tante."[40]
- Op 7 juli verklaarde Liesbeth Spies: "Zalm gaf mij te verstaan dat dat voor ABN AMRO en voor mogelijk andere banken een aanleiding zou kunnen zijn om ook andere corporaties dan Vestia geen krediet meer te verstrekken."[40]
- Op 7 juli verklaarde Piet Hein Donner: "Het feit dat er een probleem is, is geen reden om de Kamer in te lichten. De Kamer wil niet alleen horen dat er een probleem is, maar ook wat ik eraan ga doen.(…) Dat is staatsrecht."[40]
- Op 8 juli verklaarde Erik Wilders: "De huurders van Vestia betalen bij wijze van spreken omgerekend de komende vijftig jaar 40 euro per maand extra door de derivatenhandel van de toenmalige directie".[43]

## Eindrapport
De enquêtecommissie heeft op 30 oktober 2014 om 13.30 uur haar eindrapport aangeboden aan de Voorzitter van de Tweede Kamer. Ook heeft de commissie een website gemaakt met een infographic als toelichting op haar bevindingen en aanbevelingen. De commissie constateert een groot aantal problemen, identificeert de oorzaken daarvan en doet verschillende aanbevelingen om het stelsel steviger neer te zetten, op hoofdlijnen:
- gedragsverbetering door de cultuur te veranderen
  - Strenge gedragsregels voor de sector
  - Fraude harder aanpakken
- versterken governance door tegenkrachten beter organiseren
  - Minister kan commissarissen wegsturen
  - Onafhankelijke Woonautoriteit als toezichthouder
  - Verplichte prestatieafspraken tussen gemeenten en corporaties
  - Huurders meer zeggenschap
- beteugelen financiële risico's corporatiesector door die eerlijker te verdelen
  - Borgingsstelsel reorganiseren
  - Eigen risico voor banken.
- grenzen stellen aan de activiteiten van de woningcorporaties door terug te gaan naar de kerntaak
  - Primair sociale huurwoningen bouwen en verhuren
  - Geen commerciële nevenactiviteiten en leefbaarheidsuitgaven inperken

## Verdere behandeling
Al voor de aanbieding van haar eindrapport heeft de enquêtecommissie voorgesteld om de behandeling van het enquêterapport te laten plaatsvinden voordat de Kamer de behandeling van het wetsvoorstel Herzieningswet toegelaten instellingen volkshuisvesting voortzet, zodat de enquêtecommissie eerst de gelegenheid krijgt om in een plenair debat verantwoording af te leggen over haar werkzaamheden. Blijkens de eerste reacties steunde de Tweede Kamer de aanbevelingen van de commissie op hoofdlijnen.
De aanbevelingen van de Parlementaire Enquête Woningcorporaties hebben meegewogen bij de grote herziening van de Woningwet die van kracht werd op 1 juli 2015. Met name dat corporaties zich weer moeten richten op hun kerntaak, het bouwen en beheren van huurwoningen voor mensen met lagere inkomens.